# 1257 Móra
Az 1257 Móra (ideiglenes jelöléssel 1932 PE) a Naprendszer kisbolygóövében található aszteroida. Karl Wilhelm Reinmuth fedezte fel 1932. augusztus 8-án, Heidelbergben.
Nevét Móra Károly (1899–1938) magyar csillagász után kapta.